# Wydział Zarządzania Polsko-Czeska Wyższa Szkoła Biznesu i Sportu „Collegium Glacense”
Wydział Zarządzania Polsko-Czeska Wyższa Szkoła Biznesu i Sportu „Collegium Glacense – jeden z trzech wydziałów Polsko-Czeska Wyższej Szkoły Biznesu i Sportu „Collegium Glacense” w Nowej Rudzie, kierowany przez dra Mirosława Mrówkę. Powstał w 2004 jako pierwszy wydział na tej uczelni. Jego siedziba mieści się w głównym budynku szkoły, przy ulicy Kłodzkiej 31 w dzielnicy Słupiec.

## Poczet dziekanów
| L.p. | Lata rządów | Imię i nazwisko    | Biografia                                                                                 |
| ---- | ----------- | ------------------ | ----------------------------------------------------------------------------------------- |
| 1.   | 2004–2007   |                    |                                                                                           |
| 2.   | 2007–2010   | dr Aneta Stosik    | Od 2004 związana jest z noworudzką uczelnią. W latach 2007–2010 pełniła funkcję dziekana. |
| 3.   | od 2010     | dr Mirosław Mrówka | W 2010 wybrano go na stanowisko dziekana Wydziału Zarządzania.                            |

## Kierunki kształcenia
Wydział Zarządzania oferuje swoim studentom studia I stopnia (licencjackie), trwające sześć semestrów na kierunku zarządzanie w ramach której można wybrać jedną z kilku specjalności:
- zarządzanie przedsiębiorstwami międzynarodowymi
- zarządzanie produkcją
- zarządzanie placówkami socjalnymi
- zarządzanie jednostkami samorządu terytorialnego